# Luttra socken
Luttra socken i Västergötland ingick i Vartofta härad, ingår sedan 1974 i Falköpings kommun och motsvarar från 2016 Luttra distrikt.
Socknens areal är 15,76 kvadratkilometer varav 15,74 land. År 2000 fanns här 152 invånare.  Kyrkbyn Luttra med sockenkyrkan Luttra kyrka ligger i socknen.
Socknen med dess ovanliga nman blev under 1940- och 50-talen bekant genom den kände centerriksdagsmannen Gunnar Larsson i Luttra, som var lantbrukare på Nolgården i Sköttnings by i Luttra.

## Administrativ historik
Socknen har medeltida ursprung. Under medeltiden införlivades en del av Synneråls socken. Under medeltiden ingick socknen i Ållebergs fjärding.
Vid kommunreformen 1862 övergick socknens ansvar för de kyrkliga frågorna till Luttra församling och för de borgerliga frågorna bildades Luttra landskommun. Landskommunen uppgick 1952 i Frökinds landskommun som 1974 uppgick i Falköpings kommun. Församlingen uppgick 2006 i Falköpings församling.
1 januari 2016 inrättades distriktet Luttra, med samma omfattning som församlingen hade 1999/2000.  
Socknen har tillhört län, fögderier, tingslag och domsagor enligt vad som beskrivs i artikeln Vartofta härad. De indelta soldaterna tillhörde Skaraborgs regemente, Vilska kompani och Västgöta regemente, Vartofta kompani.

## Geografi
Luttra socken ligger närmast söder om Falköping med Ålleberg i öster. Socknen är en del av Falbygden.

## Fornlämningar
Lösfynd, fyra gånggrifter och en hällkista från stenåldern är funna. Dessutom finns gravhögar och stensättningar från brons- och järnåldern samt en domarring.
Den mest kända gånggriften, RAÄ-nr Luttra 15:1, ligger strax öster om kyrkan och har en tydlig profil, vilket gör att den använts som symbol för bland annat Falbygdens museum, Falköpings Tidning, Falbygdens hembygds- och fornminnesförening och Luttra Hembygdsförening. Strax intill finns Knaggårdens gångrift, RAÄ-nr Luttra 16:1, vilken grävdes ut 1863 under ledning av Bror Emil Hildebrand. Hallonflickan hittades 1941 i Rogestorpamossen i sydvästra delen av socknen. 

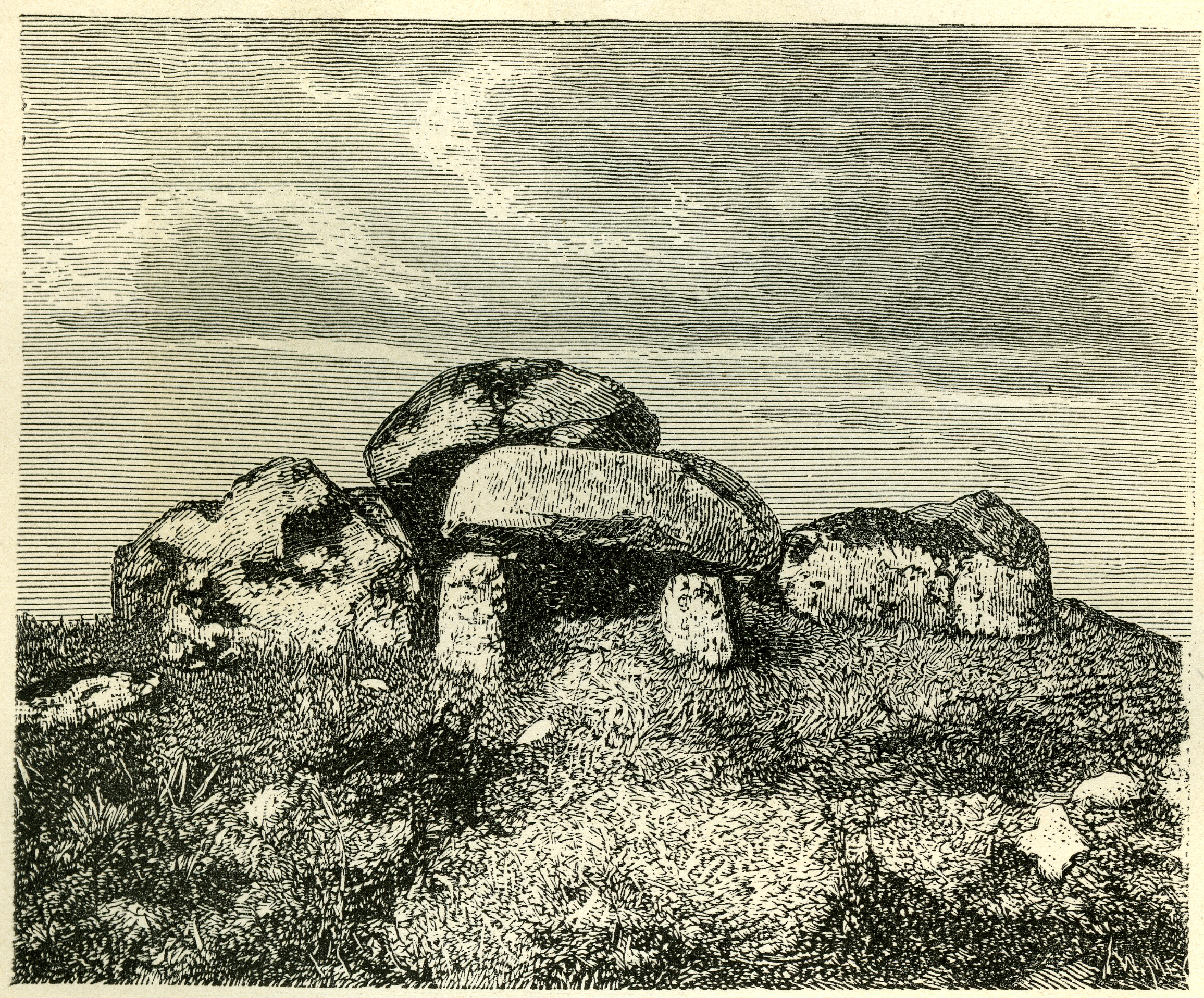
Gånggriften i Luttra (RAÄ-nr Luttra 15:1) sedd framifrån på ett träsnitt från 1877.
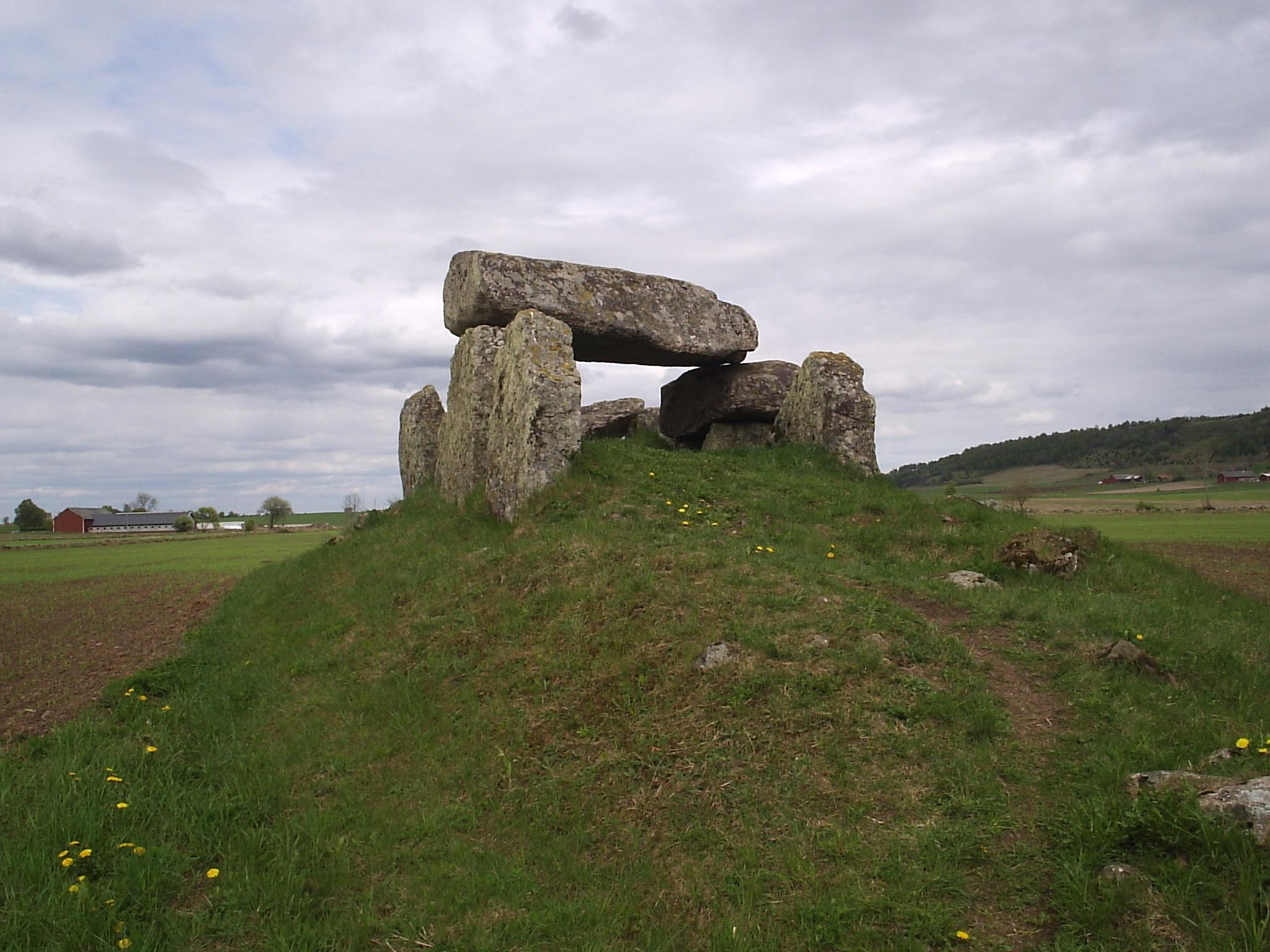
Gånggriften i Luttra (RAÄ-nr Luttra 15:1) har en tydlig profil. Till höger skymtar Ålleberg.
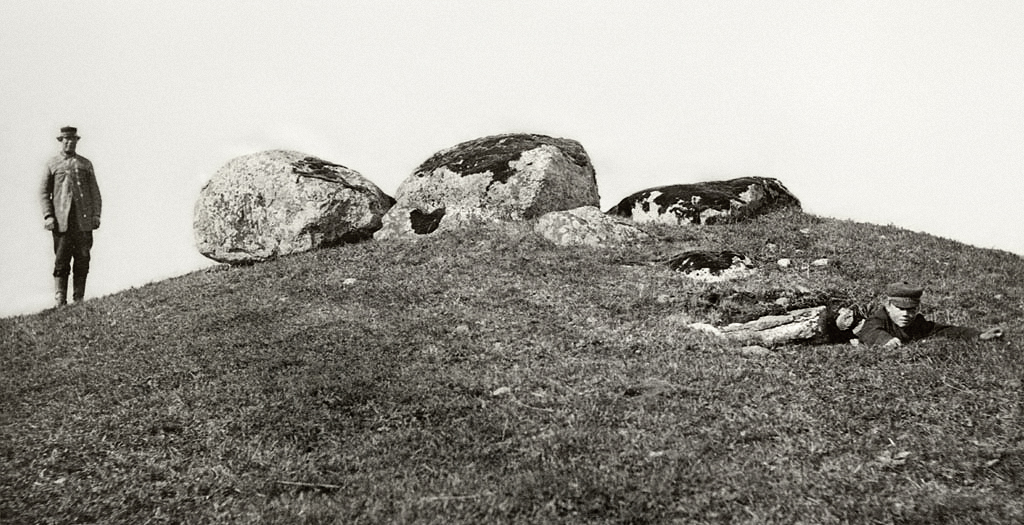
Knaggårdens gånggrift (RAÄ-nr Luttra 16:1) på foto från 1863.
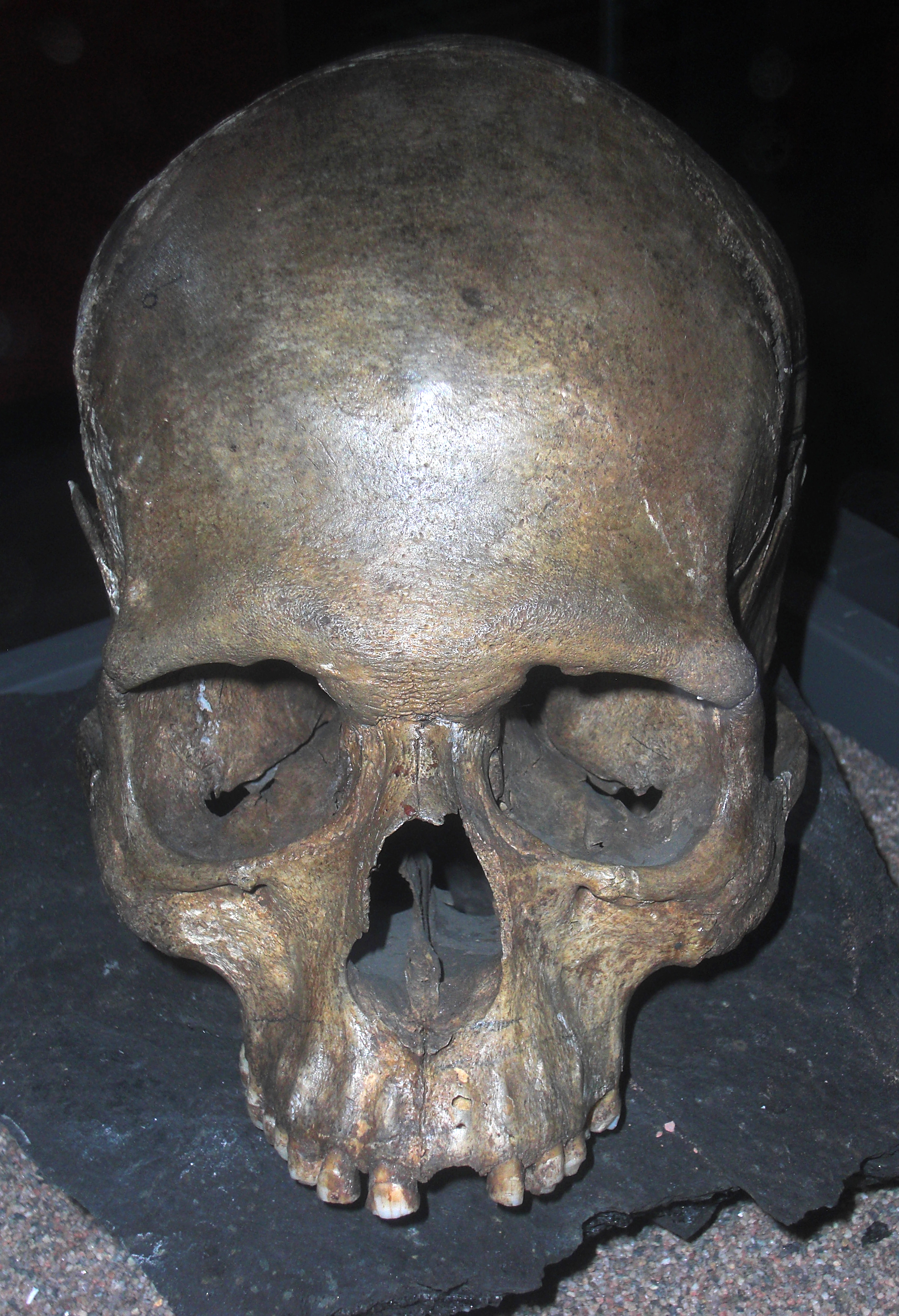
Manskranium från Knaggårdens gånggrift (RAÄ-nr Luttra 16:1).
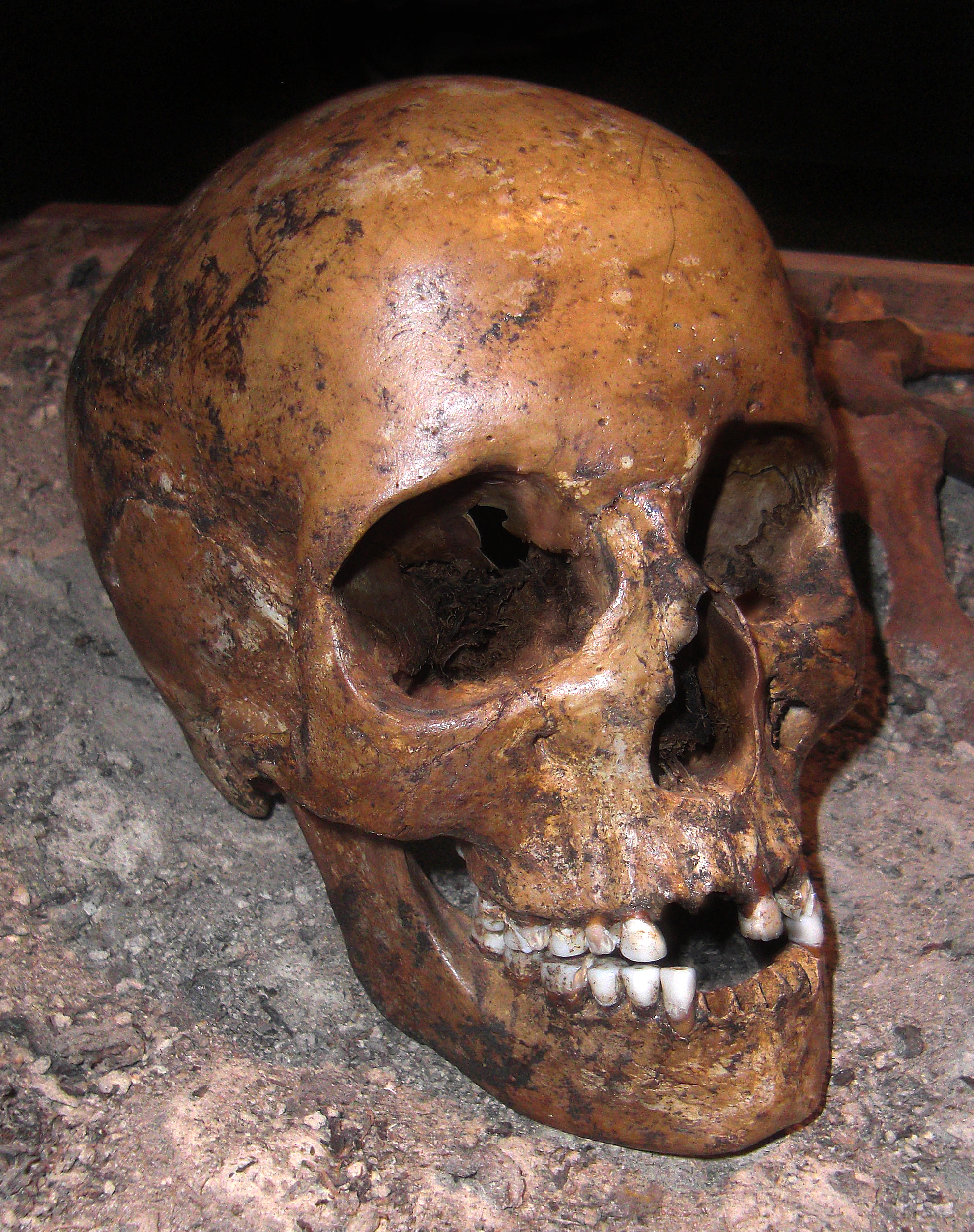
Hallonflickan hittades i en mosse i socknens sydvästra del.

## Namnet
Namnet skrevs 1225 Lutrum och kommer från kyrkbyn. Namnet innehåller plural av ett ord besläktat med luta, 'sluttning'. Kyrkbyn ligger vid en sluttning.